# Embalse de Kúibyshev
El embalse de Kúibyshev o embalse Kúibyshevskoye (ruso Ку́йбышевское водохрани́лище, Kúibyshevskoye Vodojranílische, tártaro Куйбышев сусаклагычы, Kuybışev susaqlağıçı), a veces llamado embalse de Samara e informalmente llamado mar de Kúibyshev, es un embalse del Volga medio y Kama inferior en la república Chuvash, república de Mari-El, república de Tartaristán, óblast de Samara y óblast de Uliánovsk, Rusia. El embalse de Kúibyshev tiene una superficie de 6.450 km² y un volumen de 58 billones de metros cúbicos, y es el mayor embalse de Europa y el tercero en el mundo por su superficie. Las importantes ciudades de Kazán, Uliánovsk y Toliatti están junto al embalse.
El embalse se crea por la presa de la central hidroeléctrica de Zhigulí (anteriormente, central hidroeléctrica V.I. Lenin Volga), ubicada entre las ciudades de Zhiguliovsk y Toliatti en el óblast de Samara. Fue llenada en 1955–1957.
Con el embalsamiento del pantano algunas villas y ciudades fueron reconstruidos sobre terrenos superiores. Un distrito de Uliánovsk está debajo del nivel del mar y está protegido del embalse por una esclusa.

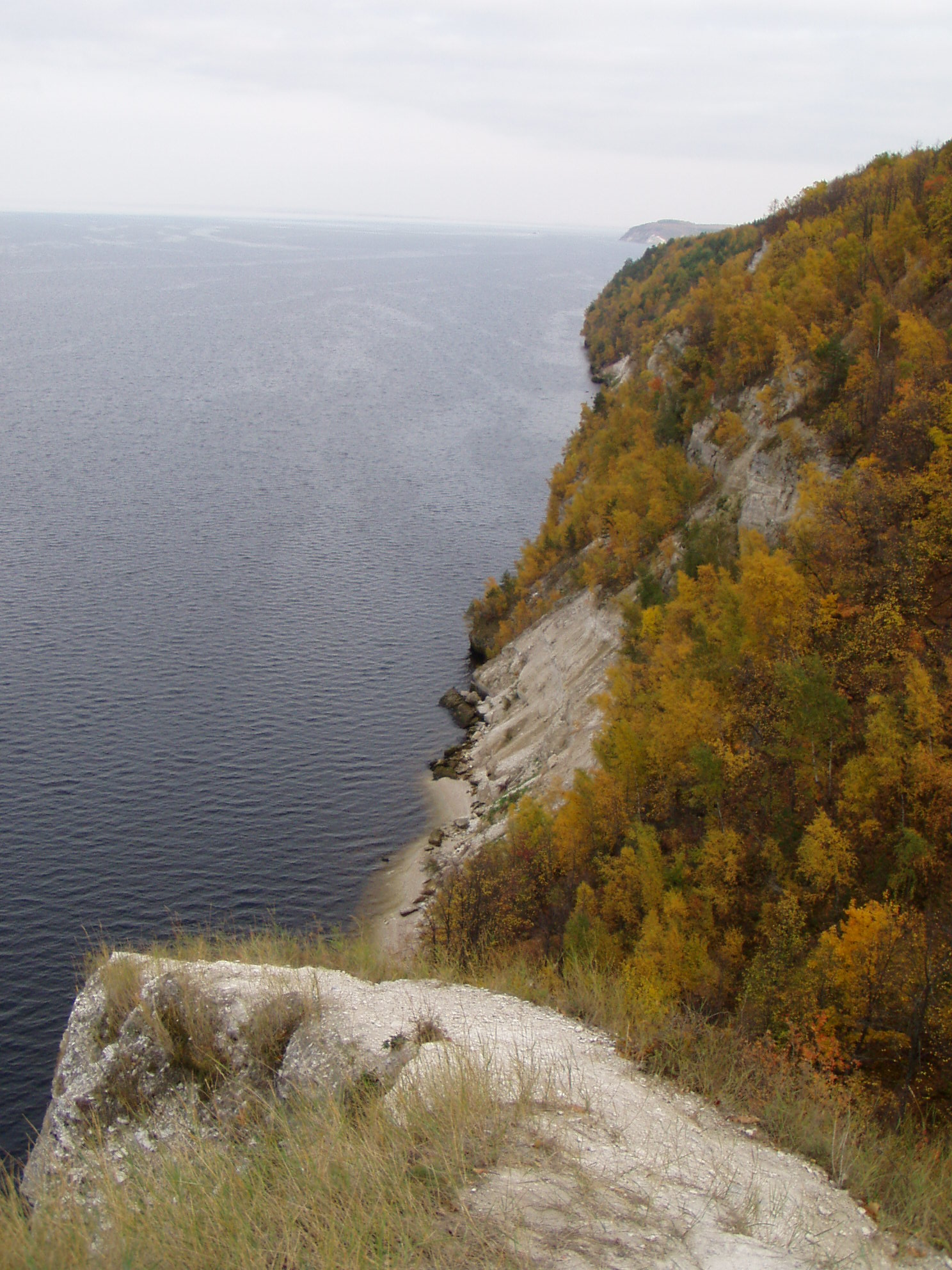
Orilla derecha montañosa del embalse
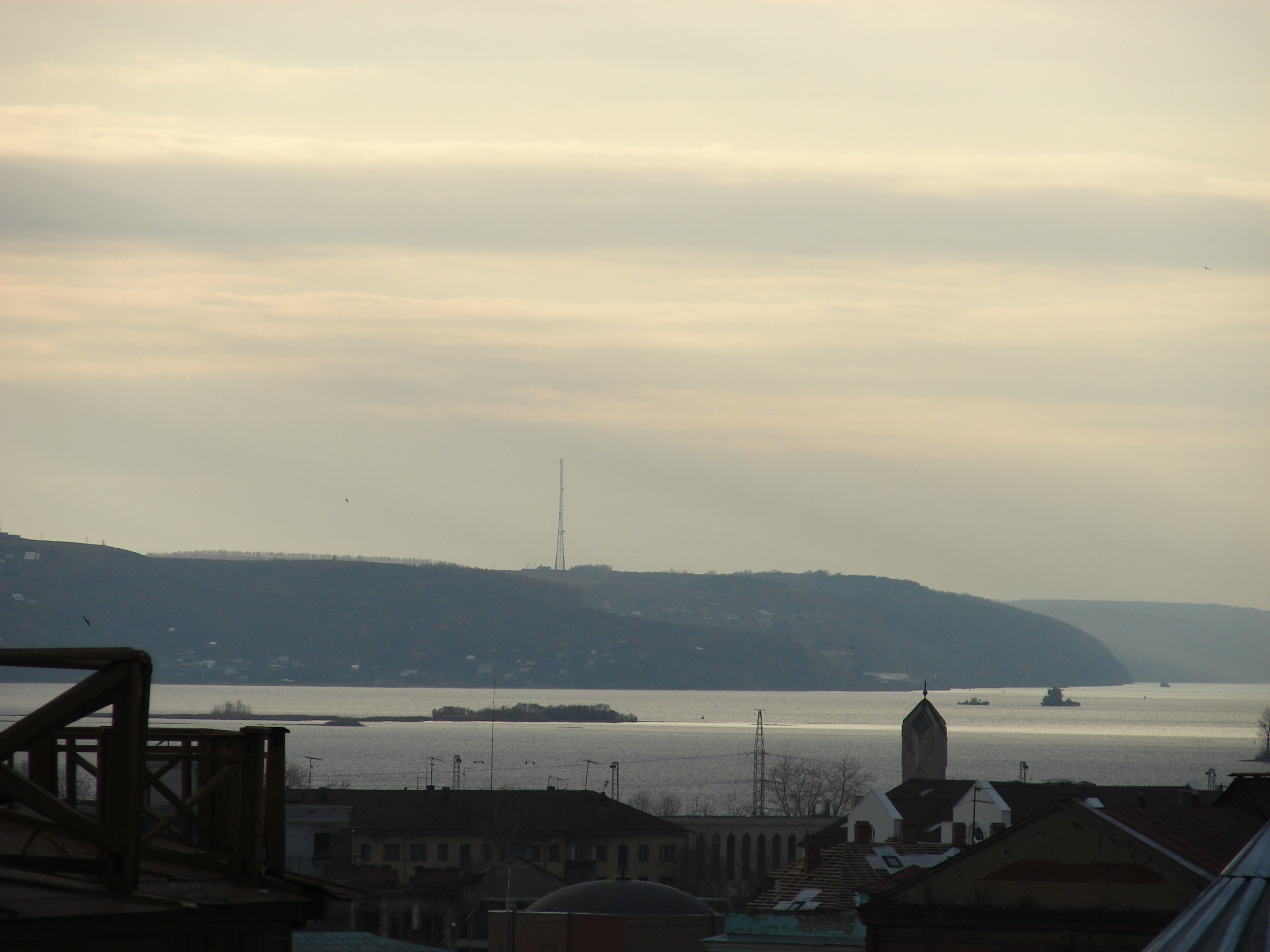
Mar de Kúibyshev cerca de Kazán